# 聞こえるものについて

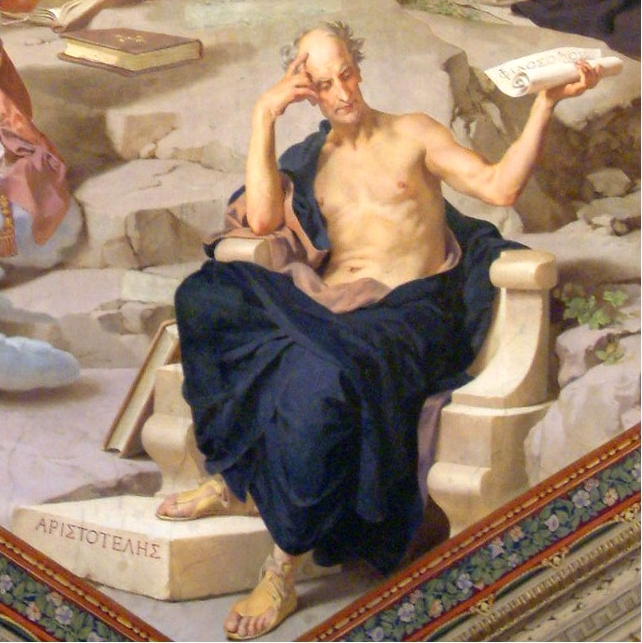

『聞こえるものについて』（希: Περὶ ακουστῶν、羅: De audibilibus、英: On Things Heard）とは、アリストテレス名義の自然学短篇著作の1つであり、『小品集』を構成する9篇の内の1つ。アリストテレスの作品ではなく、ペリパトス派（逍遙学派）の後輩たちの作品と見られている。

## 構成
以下の15節（段落）に分けることができる。
- (1) 音声の発生。物体と物体、物体と空気の衝突によって起きる。
- (2) 声の種々の相。それが起こる原因。
- (3) 声と肺の関係。発声の学理。
- (4) 気管の状態が声と関係する。
- (5) 変声の原因。
- (6) 音声と聴覚。
- (7) 音声の明瞭・不明瞭の原因。
- (8) 音声の浸透性。
- (9) 笛その他の楽器の音。
- (10) 角の音。
- (11) 焼かれた角の場合。
- (12) 笛の簧（した）の効用。
- (13) 強い音について。
- (14) 音声の種々相が生じる諸要因。粗い声、薄い声、鋭い声、崩れた声の原因。
- (15) どもりについて。

## 日本語訳
- 『アリストテレス全集10』 岩波書店、1969年